# Видман, Кристофоро
Кристофоро Видман (итал. Cristoforo Widmann; 1617, Венеция, Венецианская республика — 30 сентября 1660, Сан-Мартино-аль-Чимино, Папская область) — итальянский куриальный кардинал и доктор обоих прав. Апостольский легат в Урбино с 3 июня 1651 по 22 июня 1654. Кардинал-дьякон с 7 октября 1647, с титулярной диаконией pro hac vice Санти-Нерео-эд-Акиллео с 16 декабря 1647 по 1 апреля 1658. Кардинал-священник с титулом церкви Сан-Марко с 1 апреля 1658 по 30 сентября 1660.